# Wörnitzostheim

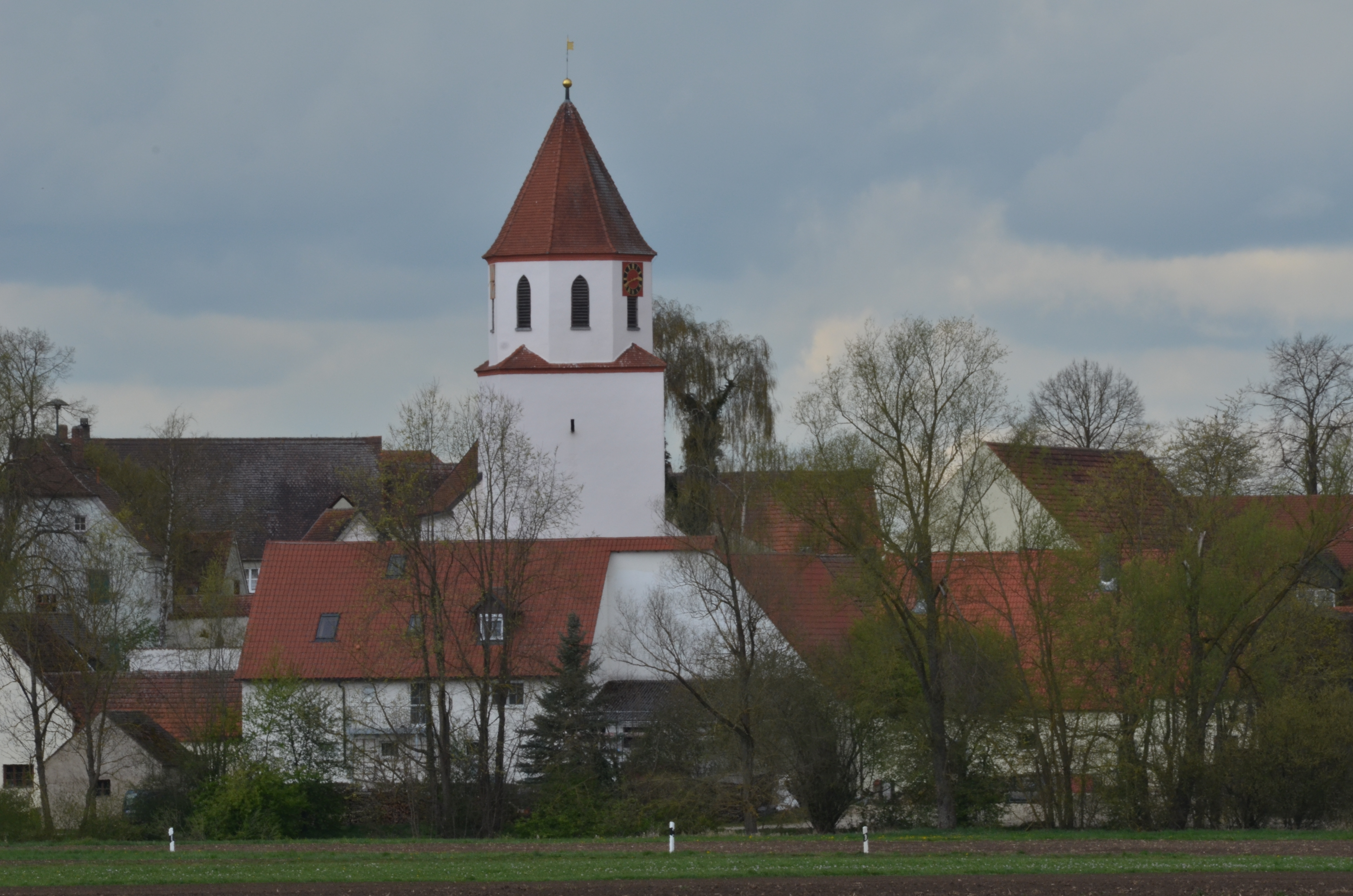
Wörnitzostheim

Wörnitzostheim (Rieserisch: Oaschde) ist ein Gemeindeteil der Gemeinde Alerheim im Landkreis Donau-Ries (Regierungsbezirk Schwaben, Bayern).

## Geographie
Das Kirchdorf Wörnitzostheim liegt, umgeben von Feldern und Wiesen, etwa eineinhalb Kilometer südöstlich von Alerheim im Rieskessel. Im Osten fließt die Wörnitz vorbei. Durch den Ort führt die Kreisstraße DON 15.

## Geschichte
Funde aus allen Epochen der Vorgeschichte belegen eine frühe Besiedlung. In geschichtlicher Zeit war eine Furt durch die Wörnitz und die günstige Lage an einer Altstraße ins Ries wohl Hauptgrund für die Dorfgründung. Im 9. Jahrhundert wird der Ort als Ostheim genannt. Die erste belegte urkundliche Erwähnung war 1254. Verschiedene Grundherrschaften hatten Güter im Dorf, das landesherrlich von den Grafen von Oettingen durch deren Oberamt Alerheim verwaltet wurde. Im Dreißigjährigen Krieg wurde der Ort weitgehend entvölkert, erst der Zuzug von Glaubensflüchtlingen (Exulanten)aus Oberösterreich, die Ende des 17. Jahrhunderts knapp die Hälfte der Einwohner stellten, brachte wieder Leben in das Dorf.
Am 1. Januar 1972 wurde die Gemeinde Wörnitzostheim nach Alerheim eingemeindet.

## Baudenkmäler
Die im Mittelalter errichtete evangelische Pfarrkirche St. Maria und Anna mit ummauertem Friedhof ist ein geschütztes Baudenkmal.

## Wirtschaft
Das früher weitestgehend landwirtschaftlich geprägte Dorf hat nur noch wenige Vollerwerbslandwirte. Am Westrand befindet sich ein Gewerbegebiet.